# Super Video Home System

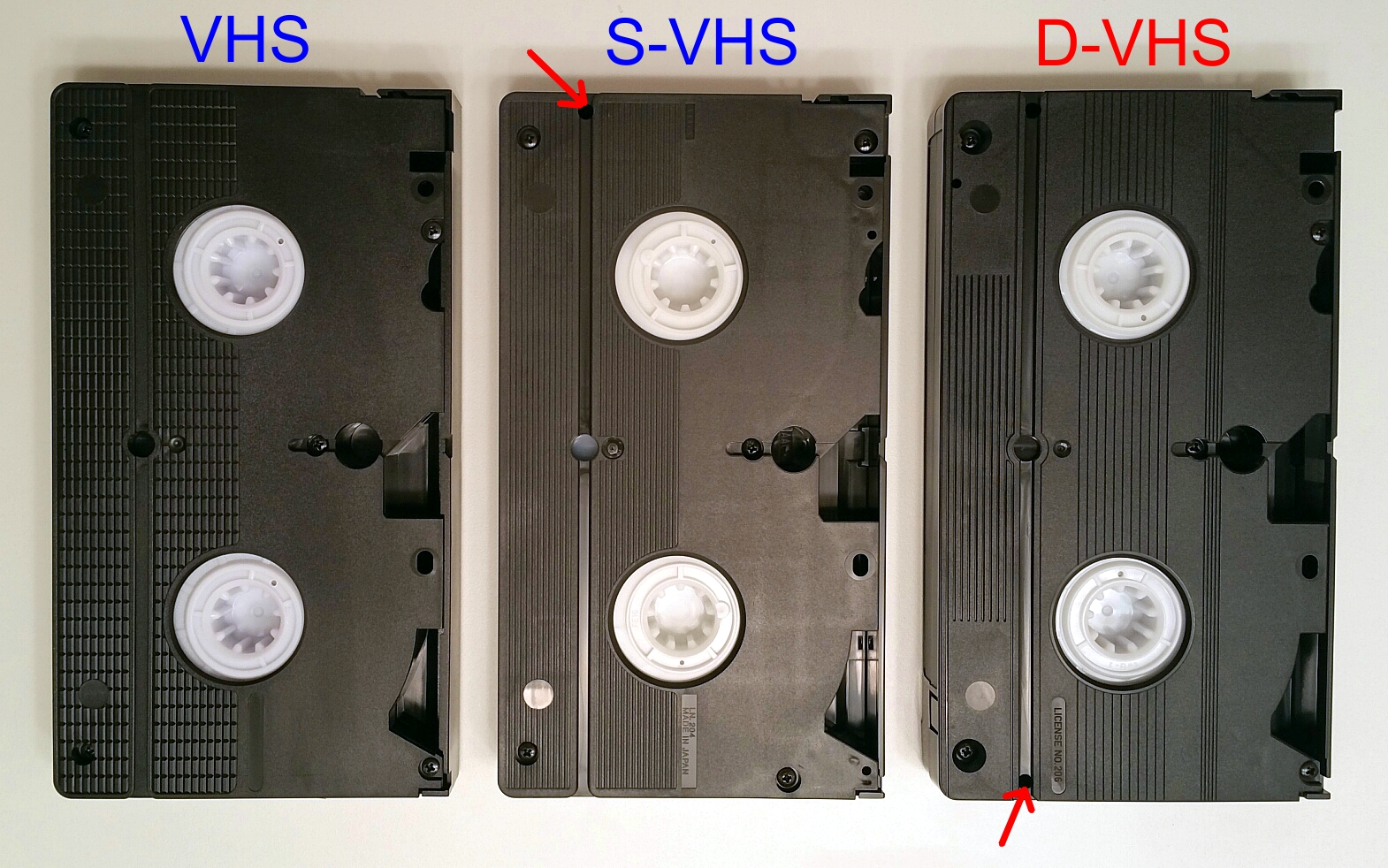
Unterscheidungsmerkmale VHS-, S-VHS- und D-VHS-Kassetten

Super Video Home System (S-VHS) ist ein verbesserter, abwärtskompatibler VHS-Standard für Heimvideo. Er ist 1987 von der Firma JVC eingeführt worden.

## Verbesserung der Bildqualität
S-VHS bietet eine gegenüber VHS verbesserte horizontale Bildauflösung. Die Farbaufzeichnung ist identisch zum VHS-System. Die horizontale Bildauflösung wurde um etwa 60 Prozent gegenüber VHS verbessert (−10 dB bei 4,9 MHz statt bei 3 MHz), was etwa 400 statt 240 Linienpaaren entspricht.
| Eigenschaft                          | VHS           | S-VHS         | Video-8       | Hi-8          |
| ------------------------------------ | ------------- | ------------- | ------------- | ------------- |
| FM-Hubbereich für Luminanzträger     | 3,8…4,8 MHz   | 5,5…7,0 MHz   | 4,2…5,4 MHz   | 5,7…7,7 MHz   |
| Frequenzbereich für Luminanzträger   | 1,3…7,3 MHz   | 1,3…11,2 MHz  | 1,8…7,8 MHz   | 1,8…11,6 MHz  |
| Frequenz für Synchronpegel           | 3,8 MHz       | 5,5 MHz       | 4,2 MHz       | 5,7 MHz       |
| Frequenz für Blanking                | 4,1 MHz       | 5,98 MHz      | 4,56 MHz      | 6,3 MHz       |
| Frequenz für Weiß                    | 4,7 MHz       | 6,84 MHz      | 5,28 MHz      | 7,5 MHz       |
| Frequenzbereich für Chrominanzträger | 0,1…1,15 MHz  | 0,1…1,15 MHz  | 0,2…1,25 MHz  | 0,2…1,25 MHz  |
| Chrominanzträger-Frequenz            | 629 kHz       | 629 kHz       | 743 kHz       | 743 kHz       |
| Hifi-FM-Tonträgerfrequenzen          | 1,4 + 1,8 MHz | 1,4 + 1,8 MHz | 1,5 + 1,7 MHz | 1,5 + 1,7 MHz |

Die höhere Horizontalauflösung wurde durch eine höhere Trägerfrequenz des frequenzmodulierten Helligkeitssignals ermöglicht. Die −10 dB-Videobandbreite beträgt 4,9 MHz gegenüber VHS mit nur 3 MHz. Weiterhin wurde der FM-Hubbereich gegenüber VHS von 1,0 MHz auf 1,6 MHz erhöht, was das Signal-Rausch-Verhältnis um ca. 4 dB verbessert. Diese hohen Frequenzen können aber von einfachen VHS-Bändern nicht zuverlässig aufgezeichnet werden. Deshalb werden für S-VHS typischerweise spezielle hochwertigere eisenoxidbeschichtete Bänder mit erhöhter Magnetpartikeldichte verwendet. Die Kassetten entsprechen in den Maßen VHS-Kassetten und können auch als solche verwendet werden, haben als Kennung aber eine Öffnung auf der Unterseite, anhand dessen S-VHS-Recorder die Kassette erkennen und auf S-VHS-Betrieb umschalten.
Einige neuere Geräte erlauben zudem die Verwendung von gewöhnlichen VHS-Kassetten für Aufnahmen im S-VHS-Format (JVC nennt diese Funktion „S-VHS ET“, wobei das „ET“ für „Expansion Technology“ steht). Die Qualität fällt dabei abhängig vom verwendeten Band sehr unterschiedlich aus und ist bei minderwertigen Bändern unter Umständen sogar schlechter als VHS, bei hochwertigen VHS-Kassetten ist hingegen oft eine annähernd mit echten S-VHS-Kassetten vergleichbare Bildqualität möglich.
Ein weiteres entscheidendes Kriterium für die bessere Bildqualität des S-VHS-Systems gegenüber VHS ist die Trennung von Helligkeits- und Farbsignal, nicht nur bei der Aufzeichnung (wie auch von VHS geboten), sondern auch in der Signalverarbeitung im Gerät und auf den Signalwegen zu den Endgeräten, also in Verbindungskabeln und Steckern (siehe Abschnitt: S-Video).
Besonders Amateurfilmern kam die bessere Bildqualität – erreicht durch Trennung des Helligkeits- (Y) und des Farbsignals (C) – sehr entgegen, weil sie S-VHS Schnittkopien in annehmbarer Qualität erlaubte. In Teilbereichen liefert S-VHS ein besseres Bild als terrestrisch ausgestrahltes Analogfernsehen. Die Luminanzauflösung ist geringfügig höher, Farb- und Schwarzweißsignale vollständig getrennt, was Farbflimmern und Perlschnüre im Bild vermeidet. Die Farbauflösung liegt aber unter der von analogem PAL- oder NTSC-Fernsehen.

## Die Verbreitung von S-VHS
S-VHS-Recorder hatten einen relativ geringen Marktanteil. Im gewöhnlichen Heimgebrauch zum Aufzeichnen von TV-Sendungen war für den Großteil der Bevölkerung VHS völlig ausreichend, es gab kaum Bedarf an einem qualitativ höherwertigen Videosystem. Weitere Gründe dürften die höheren Anschaffungskosten bei Recordern und Aufnahmemedien, sowie fehlende Film-Kaufkassetten gewesen sein. In der Anfangszeit von S-VHS gab es obendrein das Problem, dass es nur wenige Fernseher mit S-Video-Eingang gab und dadurch die volle Qualität von S-VHS gar nicht ausgenutzt werden konnte. Beim Composite-Anschluss erhöhen sich mit der bei S-VHS viel größeren Helligkeitsbandbreite die Probleme des Übersprechens mit dem Farbsignal.
Recht beliebt war S-VHS bei Amateur- und semiprofessionellen Filmern, da das System eine im Vergleich zu VHS erheblich bessere Bildqualität zu auch für den Normalverbraucher erschwinglichen Preisen bot. Mit hochwertigen S-VHS-Recordern und -Bändern waren Aufnahmen möglich, die sich auf einem gewöhnlichen Fernsehapparat kaum von einer heutigen Digitalaufnahme unterscheiden ließen.
Auch im medizinischen Bereich war S-VHS recht häufig anzutreffen, beispielsweise zur Aufzeichnung von Ultraschallbildern oder endoskopischen Untersuchungen.

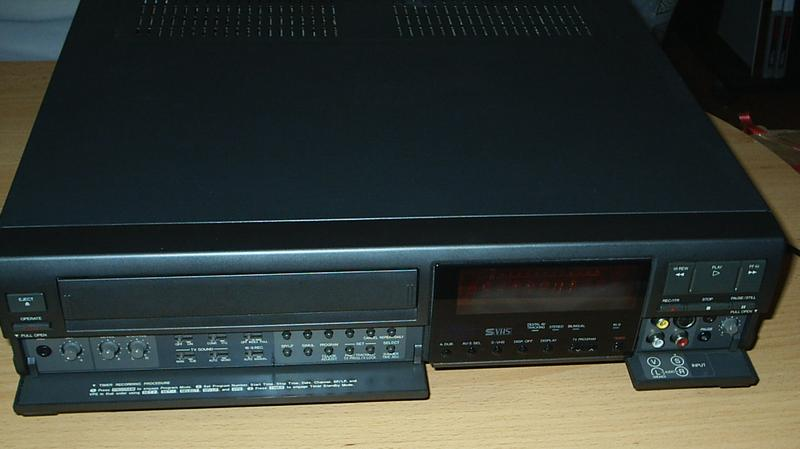
JVC HR-S4700 Super-VHS Videorecorder aus den frühen 90er Jahren

Im Profibereich führte S-VHS nur ein Schattendasein. Der Erfinder des Systems, JVC, vermarktete es unter dem Namen Professional-S. Diese Rekorder konnten in Schnittplätze integriert werden und besaßen teilweise Schnittstellen für den Anschluss von Computern zur Steuerung. Obwohl das Farbrauschen bei einer einfachen Aufzeichnung noch erträglich ist, kommt (wie bei VHS) eine Farbrauschreduktion zum Einsatz, was bei Band-Kopien zum VHS-typischen Ausbluten der Farbe führt.
Fernsehsender mit geringen finanziellen Mitteln, besonders in Entwicklungsländern, benutzen auch heute noch S-VHS oder sogar VHS.
Heute ist S-VHS wie auch VHS veraltet, beide Formate wurden im Heimbereich von DVD-Video verdrängt, im semiprofessionellen Bereich durch DV und DVCAM. Auch diese Nachfolgeformate sind mittlerweile weitgehend verschwunden.
Von S-VHS wurde auch eine Kompakt-Variante namens S-VHS-C entwickelt (siehe VHS-C) und konnte in entsprechenden Camcordern verwendet werden.
S-VHS-Cassetten dienen beim ADAT (und vergleichbaren Geräten anderer Hersteller) als Medium für digitale 8-Spur-Tonaufnahmen.

## S-Video
Die Bezeichnung S-VHS wird oft fälschlicherweise für S-Video benutzt. S-VHS ist aber ein Videoband-Aufzeichnungsverfahren, während S-Video die Beschaffenheit des Signalwegs in Kabeln und Steckern beschreibt und als Abkürzung für „Separated Video“ steht. Beispielsweise besitzen Grafikkarten keinen S-VHS-Ein-/Ausgang, richtig bezeichnet ist es ein S-Video-Ein-/Ausgang. Die zur Einsatzzeit international übliche Steckerform für S-Video ist der sogenannte Hosidenstecker, der die Trennung von Luminanz (Schwarz-Weiß-Signal) und Chrominanz (Farbsignal) möglich macht. An S-VHS-Recordern (und auch solchen für Hi8 und Amateur-Digitalformate) für Europa war zusätzlich eine alternativ beschaltete oder umschaltbare Scartbuchse für S-Video üblich. Für seine professionellen S-VHS-Recorder nutzte JVC eine robustere Bajonett-Spezialbuchse als S-Videoverbindung. Im Gegensatz dazu steht der Composite-Ein-/Ausgang, der die beiden Signale zusammenfasst und deshalb mit einem einfachen (gelben) Cinchstecker auskommt beziehungsweise der entsprechenden Scart-Leitung.
Ende der 1980er-Jahre wurden S-Video-Anschlüsse mit den damals neuen S-VHS-Camcordern und Hi8-Videokameras eingeführt. Mit der Verbreitung der DVD-Player, AV-Receiver und digitalen Camcorder hat sich dann mehr und mehr der Begriff S-Video für diese Anschlussart durchgesetzt. Kabel und Stecker (Hosiden) sind gleich geblieben. Daher ist die Bezeichnung „S-VHS-Kabel“ falsch.